# Sancho Pardo Cárdenas y Figueroa
Sancho Pardo Cárdenas y Figueroa o Sancho Pardo de Andrade de Figueroa y Cárdenas (Lima, 1604-Panamá, enero de 1671) fue un clérigo peruano. Canónigo en el Cuzco, deán en Trujillo y canónigo en Lima. En 1664 pasó a ser obispo de Panamá, ministerio que ejerció hasta su fallecimiento.

## Biografía
Culminados sus estudios de Latinidad, ingresó en 1622 al Real Colegio de San Martín, que regentaban los jesuitas en Lima. Era todavía colegial cuando obtuvo por oposición la cátedra de Artes en la Universidad de San Marcos. Allí se graduó de doctor en Teología y tras recibir las órdenes sagradas, pasó a ser canónigo en el cabildo diocesano de Cuzco.
En virtud de una presentación hecha por el rey Felipe IV en 1642, fue nombrado deán de la iglesia de Trujillo en 1652. Y por concurso pasó a ser sucesivamente canónigo magistral y tesorero en el cabildo metropolitano de Lima.
El 24 de marzo de 1664, a propuesta del rey, fue nombrado obispo de Panamá por el papa Urbano VIII. El 26 de septiembre de 1664 recibió los avisos correspondientes. El 17 de mayo de 1665 fue consagrado en Lima por el arzobispo  Pedro de Villagómez.
Se encaminó a su diócesis y no bien arribó, emprendió la visita pastoral. Panamá se hallaba entonces en una situación crítica, luego de haber sido atacado por el pirata Henry Morgan en 1668 y 1670; en el último de estos ataques, la ciudad había sido saqueada e incendiada, al punto que debió reubicarse; el lugar donde estuvo la antigua Panamá se conoce hoy como Panamá Viejo. Felizmente, durante el gobierno de Pardo de Cárdenas, no se repitieron dichos ataques.
Se desempeñó como obispo de Panamá hasta su muerte en enero de 1671. No fue promovido al obispado de Huamanga (o a Quito), como afirma Manuel de Mendiburu, al que han seguido otros autores como Rubén Vargas Ugarte y Alberto Tauro del Pino, que confunden a este personaje con Sancho Figueroa Andrade (mencionado también como Sancho Pardo de Andrade y Figueroa), que fue un prelado español natural de La Coruña, nombrado en 1679 obispo de Huamanga, para luego serlo de Quito en 1687.